# Barbara (film 1998)
Barbara è un film del 1998 diretto da Angelo Orlando.
Nel cast, vi è anche un cameo di Daniele Silvestri nella parte di se stesso.

## Trama
Aldo e Pino, due amici avvocati, vanno da Barbara per condividere un'esperienza sessuale nuova. Questa li lega al letto ed esce. I due si ritrovano per ore a parlare: raccontano, ricordano e si confidano. Nel frattempo dall'appartamento entrano ed escono dei personaggi. Ma nessuno di questi slega i due.